# Paysages Bords de Seine

Paysages Bords de Seine est une petite huile sur toile (14 × 23 cm) réalisée par Auguste Renoir vers 1879 et représentant, à la manière impressionniste, un paysage. Elle défraie la chronique en 2012 par son histoire mouvementée.

## Histoire
Peint vers 1879, ce tableau est acheté en 1926 par un collectionneur américain. L'épouse de celui-ci lègue en 1937 une partie de sa collection, dont Paysages Bords de Seine au musée d'Art de Baltimore. Le tableau y est volé en novembre 1951.
Il réapparaît en 2012 lorsqu'une femme qui l'avait acheté en 2009 (avec un lot de babioles, dont une poupée et une vache en plastique pour sept dollars) dans un marché aux puces près de Washington, désire le vendre. Initialement, la chineuse propriétaire du tableau, surnommée « la fille au Renoir », aurait acheté l'œuvre pour son encadrement et ne se serait aperçue de sa valeur qu'un ou deux ans plus tard, alors que la signature du peintre apparaît clairement.
Le tableau est finalement reconnu comme étant bien un Renoir et sa valeur estimée entre 75 000 et 100 000 $ par la maison de vente Potomack Company, une petite agence chargée de la vente qui décide de la mise en vente le 29 septembre 2012, publiant un catalogue contenant une photographie dudit tableau. 
Le musée des Arts de Baltimore est alors averti de la vente du tableau, en revendique la propriété, et demande au FBI la mise sous séquestre. Il s'est avéré que ce tableau, légué au musée en 1951, avait été volé, dans la nuit du 16 au 17 novembre 1951, lors de l'exposition consacrée à la peinture française From Ingres to Gauguin. La Cour fédérale de Virginie a ordonné, dans un jugement en date du 10 janvier 2014, la restitution du tableau au musée, légitime propriétaire. Pour fêter le retour du tableau dans ses collections, 63 ans après son vol, le musée a organisé une exposition spéciale du 30 mars au 20 juillet 2014,.